# (9300) Johannes
(9300) Johannes est un astéroïde de la ceinture principale.

## Description
(9300) Johannes est un astéroïde de la ceinture principale. Il fut découvert le 14 août 1985 à la station Anderson Mesa par Edward L. G. Bowell. Il présente une orbite caractérisée par un demi-grand axe de 2,66 UA, une excentricité de 0,36 et une inclinaison de 7,5° par rapport à l'écliptique.

## Compléments